# Hrabstwo Sainte Genevieve
Hrabstwo Sainte Genevieve (ang. Sainte Genevieve County lub Ste. Genevieve County) – hrabstwo w stanie Missouri w Stanach Zjednoczonych. Obszar całkowity hrabstwa obejmuje powierzchnię 509 mil2 (1 318 km²). Według danych z 2010 r. hrabstwo miało 18 145 mieszkańców. Hrabstwo powstało 1 października 1812 roku i nosi imię św. Genowefy, po uprzednio istniejącym w tym regionie hiszpańskim dystrykcie.

## Sąsiednie hrabstwa
- Hrabstwo Jefferson (północny zachód)
- Hrabstwo Monroe (Illinois) (północny wschód)
- Hrabstwo Randolph (Illinois) (wschód)
- Hrabstwo Perry (południowy wschód)
- Hrabstwo St. Francois (południowy zachód)

## Miasta
- Bloomsdale
- St. Mary
- Ste. Genevieve

## CDP
- Grayhawk
- Ozora
- Weingarten